# New Britain
New Britain ili Nova Britanija (tok pisin: Niu Briten), najveći otok Bismarckovog mora. Pripada Papuanskoj Novoj Gvineji, i odvojeno je od otoka Nove Gvineje Dampierovim prolazom. 
Dugo je oko 600 kilometra, široko 80 kilometra, i ima površinu od 35.145 kilometra kvadratnih, što ga čini 38. najvećim otokom na svijetu. Otok ima pet aktivnih vulkana i šesnaest koji su ugašeni ili uspavani. Najviši vrh otoka ima 2.334 metara nadmorske visine. New Britain je podijeljena na dvije provincije: Istočnu New Britain čiji je glavni grad Kokopo, te Zapadnu New Britain kojoj je glavni grad Kimbe. 
Britanski istraživač William Dampier je prvi Europljanin koji je posjetio New Britain, 27. veljače 1700. godine, i dao joj je ime New Britain. U studenom 1884. Njemačka je proglasila svoj protektorat nad New Britainom i promijenila ime otoka u Nova Pomeranija (Neupommern). Dne 11. rujna 1914. na otoku se odigrala jedna od najranijih bitki Prvoga svjetskog rata, kada su se australske snage iskrcale. U to doba Nova Pomeranija je bila sastavni dio Njemačke Nove Gvineje. 
Godine 1909. domorodačko se stanovništvo procjenjivalo na oko 190.000, stranaca je bilo svega 773, od čega 474 bijelca. Emigracijsko stanovništvo gotovo je bilo ograničeno na sjeveroistočni poluotok Gazela, koji je obuhvatio glavni grad, Herbertshöhe (danas Kokopo). U to doba je 5.448 hektara pretvoreno u plantaže, uglavnom za uzgoj koprivu, pamuk, kavu i gumu. Zapadnjaci su u početku izbjegavali istraživati unutrašnjost, vjerujući kako su domoroci ratoborni i da će se žestoko oduprijeti upadima.
Na otoku živi 404.873 stanovnika, prema podacima iz 2000. godine. Domorodačko stanovništvo New Britaina je podijeljeno u dvije skupine, Papuance koji žive na otoku već deset tisuća godina, i Austronezijance koji su stigli prije oko dvije tisuće godina. Na New Britainu se rabi deset papuanskih i oko četrdeset austronezijskih jezika, kao i tok pisin i engleski. 
Šume na New Britainu posljednjih su godina brzo prorjeđene, uglavnom s ciljem očistiti tla za plantaže palminog ulja. Najniže je pogođena nizinska prašuma, s tim da je gotovo četvrtina šume ispod 100 m nestala između 1989. i 2000. godine. Ako se takve stope krčenja nastave, procjenjuje se da će se sve šume ispod 200 m očistiti do 2060. Unatoč tome, većina šumskih ptica na New Britainu još uvijek je široko rasprostranjena i sigurna u statusu očuvanja, premda se smatra da će neke vrste ovisne o šumama, poput newbritanskog vodomara (Todiramphus albonotatus), izumrijeti nastavi li se postojeći trend.